# Ignacy Tokarczuk

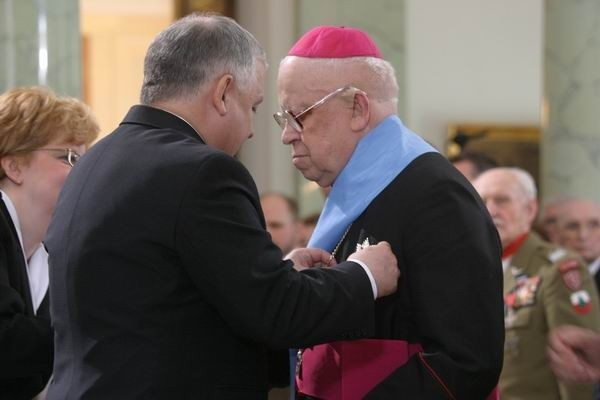
Ignacy Tokarczuk (2006)

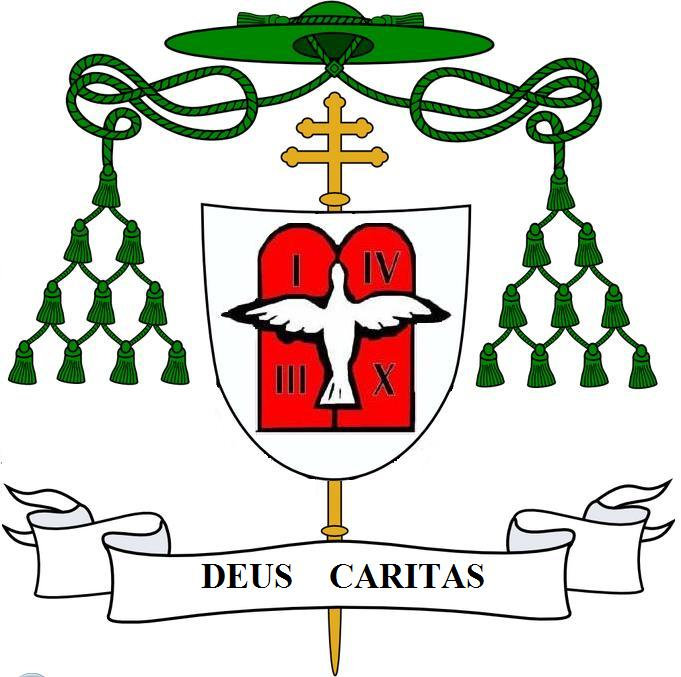
Wappen des Erzbischofs

Ignacy Tokarczuk (* 1. Februar 1918 in Lubianki, Polen; † 29. Dezember 2012 in Przemyśl) war Erzbischof von Przemyśl.

## Leben
Ignacy Tokarczuk studierte Philosophie am Priesterseminar in Lemberg und Katholische Theologie an der Jan Kazimierz Universität. Während des Zweiten Weltkrieges führte er sein Studium im Untergrund weiter. Am 21. Juni 1942 wurde er von Erzbischof Eugeniusz Baziak zum Priester geweiht. Er war Vikar in Złotniki, ab 1945 in verschiedenen Pfarrgemeinden im Erzbistum Kattowitz wie an der Christkönigskathedrale Kattowitz tätig. Nach einem angekündigten Todesurteil gegen ihn durch die Ukrainische Aufständische Armee flüchtete er nach Lemberg und war dort von Frühjahr 1947 bis 1950 als Vikar tätig. Er promovierte in Philosophie an der Katholischen Universität Lublin und war ab 1952 in Ermland in der Seelsorge sowie als Professor für Philosophie und Theologie am Seminar in Olsztyn tätig.
Papst Paul VI. ernannte ihn am 3. Dezember 1965 zum Bischof von Przemyśl. Die Bischofsweihe spendete ihm am 6. Februar 1966 in der Kathedrale von Przemyśl der Primas von Polen, Stefan Kardinal Wyszyński; Mitkonsekratoren waren Wojciech Tomaka, emeritierter Weihbischof in Przemyśl, und Stanislaw Jakiel, Weihbischof in Przemyśl. Sein bischöflicher Wahlspruch war Deus Caritas est.
Papst Johannes Paul II. erhob ihn mit der Apostolischen Konstitution Totus Tuus Poloniae Populus zum Erzbischof von Przemyśl, sowie zum Metropoliten der Kirchenprovinz Przemyśl. Am 17. April 1993 nahm Johannes Paul II. sein aus Altersgründen vorgebrachtes Rücktrittsgesuch an.
Tokarczuk wurde als „biskup niezłomny“ bekannt, der unbeugsame Bischof. Trotz fehlender Genehmigungen der kommunistischen Behörden ließ er über 400 Kirchen und Kapellen bauen und engagierte sich gegen das Regime. Immer wieder wurde er von den Behörden deshalb schikaniert.
Für sein Engagement wurde er mehrfach geehrt, darunter mit dem Orden des Weißen Adlers, dem höchsten Ehrenzeichen der Dritten Republik Polen. Er war Ehrenbürger von Rzeszów und Przemyśl. Er hatte Ehrendoktorwürden der Universitäten in Lublin und Rzeszów inne.